# Inopeplus mutchleri
Inopeplus mutchleri es una especie de coleóptero de la familia Salpingidae.

## Distribución geográfica
Habita en Guadalupe (Francia).